# Хојлтон (Илиноис)
Хојлтон (енгл. Hoyleton) град је у америчкој савезној држави Илиноис.

## Демографија
По попису из 2010. године број становника је 531, што је 11 (2,1%) становника више него 2000. године.
| Група             | 2000.       | 2010.       |
| Белци             | 491 (94,4%) | 498 (93,8%) |
| Афроамериканци    | 20 (3,8%)   | 27 (5,1%)   |
| Азијати           | 2 (0,4%)    | 0 (0,0%)    |
| Хиспаноамериканци | 2 (0,4%)    | 3 (0,6%)    |
| Укупно            | 520         | 531         |